# Unione Sportiva Anconitana-Bianchi 1941-1942
Questa pagina raccoglie i dati riguardanti l'Unione Sportiva Anconitana-Bianchi nelle competizioni ufficiali della stagione 1941-1942.

## Rosa
| N. |                   | Ruolo | Calciatore          |
| -- | ----------------- | ----- | ------------------- |
|    | Italia (bandiera) | A     | Francesco Baldoni   |
|    | Italia (bandiera) | D     | E. Benucci          |
|    | Italia (bandiera) | D     | A. Bertoli          |
|    | Italia (bandiera) | A     | Athos Bolli         |
|    | Italia (bandiera) |       | Adelmo Carlini      |
|    | Italia (bandiera) | A     | Emilio Conti        |
|    | Italia (bandiera) | A     | Serafino Conti      |
|    | Italia (bandiera) | D     | Tommaso Falà        |
|    | Italia (bandiera) | A     | Walter Ferretti     |
|    | Italia (bandiera) | A     | Gustavo Fiorini (I) |
|    | Italia (bandiera) | P     | Giovanni Garbo      |

| N. |                   | Ruolo | Calciatore            |
| -- | ----------------- | ----- | --------------------- |
|    | Italia (bandiera) | P     | Mario Necchi          |
|    | Italia (bandiera) | D     | Antonio Pallotta      |
|    | Italia (bandiera) | D     | Renato Pierani        |
|    | Italia (bandiera) | C     | R. Rotini             |
|    | Italia (bandiera) | A     | Rolando Rossi         |
|    | Italia (bandiera) | D     | Andrea Scaccini       |
|    | Italia (bandiera) | C     | Mario Silvestrelli    |
|    | Italia (bandiera) | A     | Ottorino Silvestrelli |
|    | Italia (bandiera) | A     | Corrado Silvestrelli  |
|    | Italia (bandiera) | A     | Luigi Torti           |
|    | Italia (bandiera) | D     | Alberto Trau          |
|    | Italia (bandiera) | C     | Giuseppe Varoli       |